# Bufali (Spagna)
Bufali è un comune spagnolo di 197 abitanti situato nella comunità autonoma Valenciana.